# Komolac
Komolac falu Horvátországban, Dubrovnik-Neretva megyében. Közigazgatásilag Dubrovnik községhez tartozik.

## Fekvése
A Dubrovnik városától légvonalban 3, közúton 7 km-re északkeletre a Dubrovniki tengermelléken, az Adria-parti főút mentén, Rožat és Čajkovići között, a Rijeka dubrovačka déli partján fekszik.

## Története
Az itt élt első ismert nép az illírek voltak, akik az i. e. 2. évezredtől fogva éltek itt magaslatokon épített erődített településeken és kövekből rakott halomsírokba temetkeztek. Az illírek i. e. 35-ig uralták a térséget, amikor Octavianus hadai végső győzelmet arattak felettük. A Nyugatrómai Birodalom bukása után 493-tól a keleti gótok uralták a területet. 535-ben Dalmáciával együtt a Bizánci Császárság uralma alá került. A horvátok ősei a 7. században érkeztek Dalmáciába és csakhamar megalapították első településeiket. Ezek elsőként a termékeny mező melletti, ivóvízzel rendelkező helyeken alakultak ki.
Az Ombla-patak forrásvidéke Knežica és Šumet településekkel együtt már a 10. század közepén a Raguzai Köztársasághoz tartozott. A komolaci Szentlélek templomot a 11. században építették. A rožati Nagyboldogasszony plébánia, melyhez Komolac is tartozik a Rijeka dubrovačka térségének legrégibb egyházi intézménye, alapítása az 1295 és 1321 közötti időszakra tehető. Az Ombla forrásánál már a raguzaiak gátat építettek és innen látták el ivóvízzel a köztársaság területének egy részét. Az itteni 15. századi malom építtetője a neves raguzai építész Paskoje Miličević volt, aki kápolnát és rézfeldolgozót is épített ide. Komolac ekkor már virágzó település volt, melyet a Szentlélek templom mellett ma is megtalálható 15. és 16. századi sírkőlapok bizonyítanak.
A Raguzai Köztársaság bukása után 1806-ban Dalmáciával együtt ez a térség is a köztársaságot legyőző franciák uralma alá került, de Napóleon bukása után 1815-ben a berlini kongresszus Dalmáciával együtt a Habsburgoknak ítélte. 1857-ben 136, 1910-ben 99 lakosa volt. 1918-ban az új szerb-horvát-szlovén állam, majd később Jugoszlávia része lett. A délszláv háború során 1991. október 1-jén kezdődött a jugoszláv hadsereg (JNA) támadása a Dubrovniki tengermellék ellen, majd súlyos harcok után még októberben megszállta a települést. A házakat kirabolták, majd felgyújtották. A lakosság elmenekült, így a település 1992. májusáig lényegében lakatlan maradt. A horvát hadsereg a slanoi felszabadító hadművelet során 1992. május 26-án verte ki a JNA egységeit a településről és környékéről. A háború után rögtön elkezdődött az újjáépítés. A településnek 2011-ben 320 lakosa volt, akik főként turizmussal, kereskedelemmel, kisipari munkákkal foglalkoztak.

## Népesség
| Lakosság változása | Lakosság változása | Lakosság változása | Lakosság változása | Lakosság változása | Lakosság változása | Lakosság változása | Lakosság változása | Lakosság változása | Lakosság változása | Lakosság változása | Lakosság változása | Lakosság változása | Lakosság változása | Lakosság változása | Lakosság változása |
| ------------------ | ------------------ | ------------------ | ------------------ | ------------------ | ------------------ | ------------------ | ------------------ | ------------------ | ------------------ | ------------------ | ------------------ | ------------------ | ------------------ | ------------------ | ------------------ |
| 1857               | 1869               | 1880               | 1890               | 1900               | 1910               | 1921               | 1931               | 1948               | 1953               | 1961               | 1971               | 1981               | 1991               | 2001               | 2011               |
| 136                | 131                | 123                | 69                 | 90                 | 99                 | 160                | 166                | 115                | 99                 | 105                | 212                | 0                  | 0                  | 294                | 320                |

(1981-ben és 1991-ben lakosságát Dubrovnikhoz számították.)

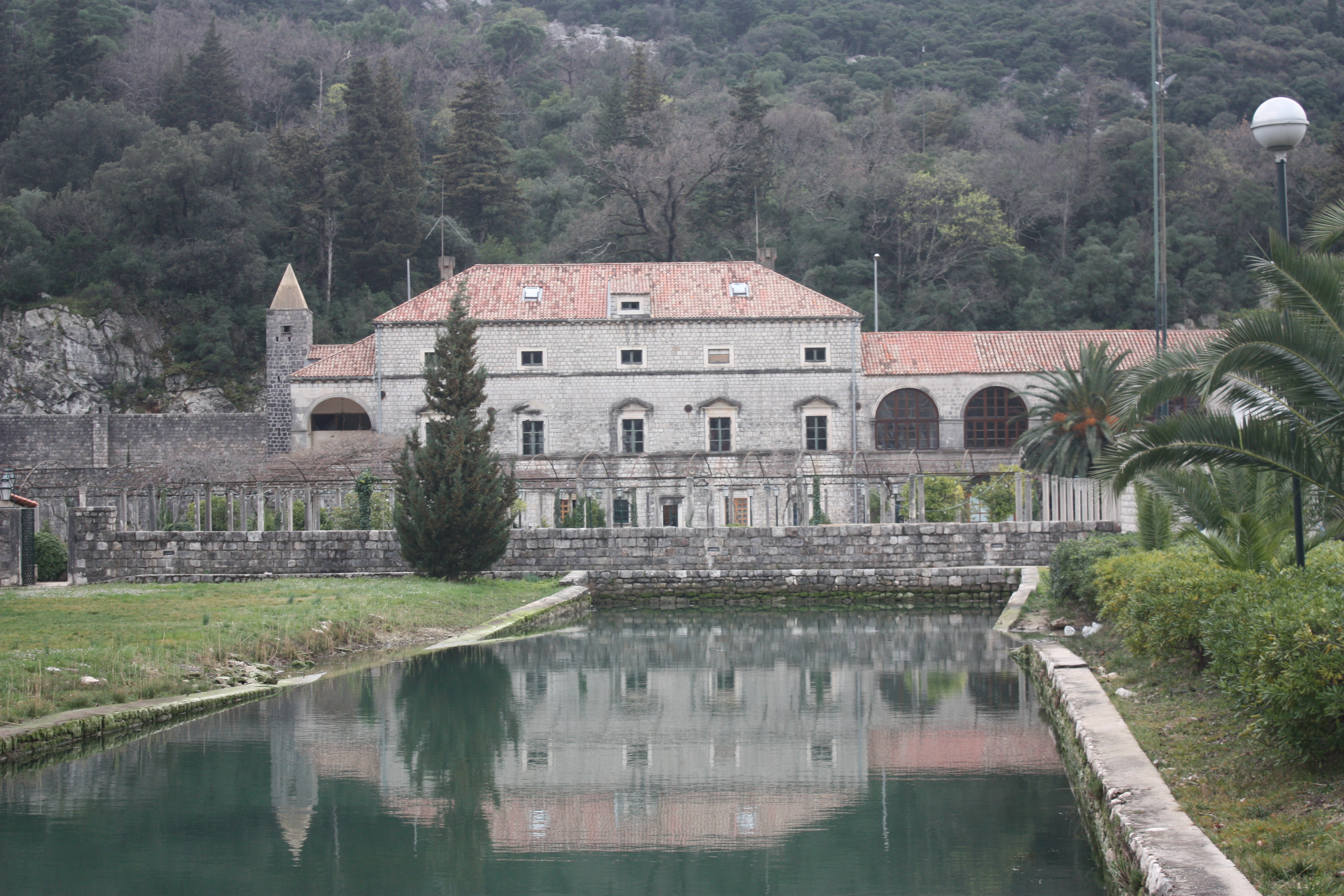
A Sorkočević-kastély

## Nevezetességei
- A Szentlélek-templomot[4] (ecclesia sancti Firmi) eredetileg a 11. században építették, majd ennek a korai román stílusú épületnek a helyén épült fel a mai egyhajós reneszánsz templom. A temetővel övezett templom Komolac falutól keletre, egy domb északi lejtőjén található. A források 1312-ben említik, mint az "in campo Juncheti" (a Juncheti-mezőn) található templomot. A temető leletei alapján a 15/16. században létesült. A templomot a 19. század végén átépítették. Egyhajós kőépület, téglalap alakú, nyugat-keleti tájolású apszissal. Az épület az 1991/92-es horvátországi háborúban súlyosan megsérült (leégett). Különösen a klasszicista oltár és az 1888-ból származó oltárkép, F. Ludwig munkája, mely Angel Bizeman korábbi, 1518-ból származó oltárképének másolata szenvedett nagy károkat. 1993-ban állították helyre. A Szentlélek-templom a temetővel együtt ma is folyamatosan működik.
- Az Ombla forrásánál 1480-ban építette a híres raguzai építész  Paskoje Miličević a gótikus-reneszánsz Angyali üdvözlet templomot.[5] A templom egyhajós épület, nagy félköríves apszissal. Kis méreteivel szinte belesimul a festői környezetbe.
- Komolac a világ egyik legrövidebb folyójáról, az Ombláról is nevezetes, melynek hosszúsága a forrástól a vízesésben végződő torkolatig mindössze 30 méter.[6]
- Kisboldogasszony templom.
- Antun Sorkočević nyári kastélya[7] a délszláv háború során szenvedett súlyos károkat. A kastély mellett építették ki Dubrovnik jachtkikötőjét az ACI Marina Dubrovnikot, melyhez kávézó-bár, étterem, kereskedelmi központ és jacht-szerviz is kapcsolódik. Az 1521-ben épített három emeletes kastély a legnagyobb méretű nyaralóépület a Rijeka dubrovačka vidékén. Két szalonnal, hatalmas, hangulatos sétányokkal díszített kerttel, két medencével rendelkezik. Nagy loggiája az évszakokat ábrázoló freskóiról ismert.
- A gazdag raguzaiak által épített számos nyaraló közül említésre méltó Bizzaro – Facenda család barokk nyaralója.[8] Az egyetlen nyaraló Rijeka dubrovačkában, amely nem a parton, hanem attól távolabb, Čempresat területén található. Története a 18. század elejére nyúlik vissza. A barokk stílusjegyekkel rendelkező, hosszúkás, téglalap alaprajzú épület magas talapzatra épült. Homlokzatából kiemelkedik a központi rész rizalitja. A kastély az 1991-es horvátországi háborúban leégett, ma helyreállítatlanul áll.
- Tenturija területén, Rijeka dubrovačka partján található a Gundulić-ház.[9] A bekerített telken egy a tájba illeszkedő nyaralóépület található terasszal és kis kerttel. A 16. század végén épített kőház téglalap alaprajzú, reneszánsz stílusú ablak nyílásokkal, homlokzatán a család címerével. A ház története során jelentős építészeti átalakításokon ment keresztül.
- A Rijeka dubrovačka bal partja felett, délre az egykori Gundulić-nyaraló romos maradványaitól, amelyhez tartozott egy dombon található a Szent Trifon-templom.[10] Ma az Adriai turistaút választja el a nyaraló maradványaitól. A korabeli dokumentumok szerint a kápolna története 1299-re nyúlik vissza. Nyugat-keleti tájolású épület, téglalap alaprajzzal és sekély, négyszögletes apszissal. A egyszerű kivitelezésű épület 16. században készült belseje mára erősen lepusztult.
- Tenturija területén, közvetlenül a szomszédos Martola Pozza nyaraló mellett található a Kolić-nyaraló[11] épületegyüttese. A 16. századi eredetű, kőből épített nyaralót a 20. században többször átépítették, ennek ellenére megőrizte eredeti szerkezetét. Az épület körül nagy bekerített telek található tágas kertekkel és sétányokkal.

## Gazdaság
A helyi lakosság legnagyobb része turizmussal, hajózással, kereskedelemmel és kisiparral, kézművességgel foglalkozik. Az ACI Marina Dubrovnik jachtkikötőn kívül a várost ellátó transzformátor állomás is üzemel itt.